# Федерация профсоюзов Кампучии
Федерация профсоюзов Кампучии — бывшая общественная организация в Камбодже (Кампучии), действовавшая в период с 1979 по 1999 год. Являлась центральным органом профессиональных союзов, который осуществлял руководство деятельностью всех профсоюзных организаций в стране. Позиционировала себя как «школа подготовки рабочих кадров для экономического и административного управления». 
Образована в 1979 году вскоре после свержения режима Красных Кхмеров и провозглашения Народной Республики Кампучия, в годы вьетнамской оккупации являлась крупнейшей общественной организацией страны. По состоянию на декабрь 1983 года членами организации состояли около 62 тысяч человек. Являлась членом Всемирной федерацией профсоюзов. Входила в Единого фронт национального строительства и обороны Кампучии (до 1981 года — Единого фронта национального спасения Кампучии).
Последний съезд организации был проведен в 1989 году. В начале 1990-х годов оставалась единственной профсоюзной организацией в стране, к 1993 году фактически прекратила свою деятельность. В дальнейшем организация была переименована в Федерацию профсоюзов Камбоджи. В 1999 году организация была окончательно распущена, а её имущество — изъято. В настоящее время ее правопреемником является Федерация независимых профсоюзов Камбоджи.